# سرایدار

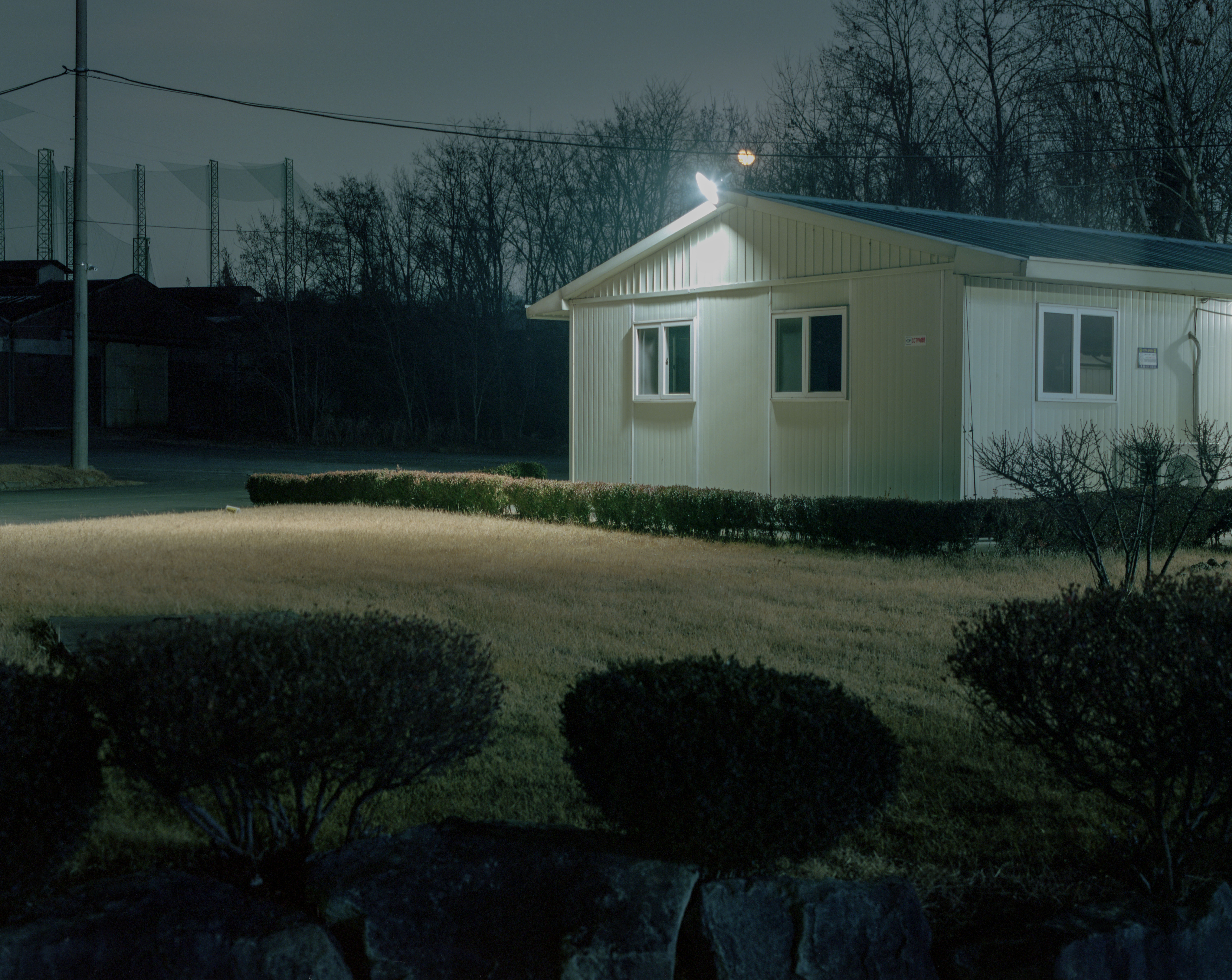
یک اتاق سرایدار در کره جنوبی

سرایدار که به عنوان نگهبان، باربر یا نظافتچی نیز شناخته می‌شود، شخصی است که ساختمان‌ها را تمیز و نگهداری می‌کند. در برخی موارد، آنها وظایف نگهداری و امنیت را انجام می‌دهند.

## دستمزد
در سال ۲۰۱۰، متوسط دستمزد یک سرایدار شاغل در ایالات متحده ۱۰٫۶۸ دلار در ساعت بود. طبق آمار سال ۲۰۱۰، حقوق سالانه می‌تواند ۱۱ درصد رشد کند.

## برای مطالعهٔ بیشتر
- Wedgwood, Hensleigh (1855). "On False Etymologies". Transactions of the Philological Society (6).